# Thomas Green Clemson
Thomas Green Clemson (Filadelfia, 1º luglio 1807 – 6 aprile 1888) è stato un politico statunitense.
Prestò servizio come incaricato d'affari in Belgio e sovrintendente dell'agricoltura degli Stati Uniti. Servì nell'esercito confederato e fondò la Clemson University nella Carolina del Sud. Gli storici definiscono Clemson "La quintessenza dell'uomo rinascimentale del diciannovesimo secolo".

## Primi anni ed istruzione
Nato a Filadelfia, Clemson era figlio di Thomas Green Clemson III ed Elizabeth Baker. Discendeva da radici quacchere e sua madre era episcopaliana. In parte, a causa di questo contesto familiare religioso misto, il credo religioso personale di Clemson non è ben documentato.
Nel 1813 suo padre morì e il cugino di secondo grado di suo padre, John Gest, fu nominato tutore di lui e dei suoi cinque fratelli. Dopo la morte del padre, Clemson ereditò $100.000 (oggi corrispondenti a circa $1,500,00), i quali furono poi divisi tra lui e i suoi fratelli.
Poco si sa della sua vita familiare ma è noto che egli, così come i Clemson più anziani, frequentavano la scuola diurna presso la Tabernacle Presbyterian Church. Dal 1823 al 1825 Clemson studiò all'Accademia militare di Alden Partridge nel Vermont, nota anche come Università di Norwich.
Il fratello maggiore di Clemson, che si era recentemente laureato a Princeton, inviò a Thomas una lettera in cui delineava i corsi e le materie che avrebbe dovuto studiare. Completò gli studi alla fine del 1825 tornando a Filadelfia, dove iniziò a studiare mineralogia. Nel 1826 Clemson partì per Parigi, in Francia.

### Parigi
Non si conoscono la data della sua partenza, il nome della nave e il luogo in cui sbarcò in Francia. Tra i pochi documenti sopravvissuti del suo soggiorno a Parigi c'è una lettera che scrisse a sua madre, nella quale non sono presenti dettagli riguardo ai suoi studi scientifici, tuttavia si può notare, vagamente, il suo particolare interesse nell'espandere le sue conoscenze. All'interno della lettera Clemson dichiarò che in caso di morte avrebbe lasciato tutte le sue ricchezze a sua madre e ad una delle sue sorelle non sposate.
Nel 1826-1827 approfondì la chimica in laboratorio, lavorando con il chimico Gaultier de Clowbry ed altri chimici parigini. Si formò ulteriormente alla Sorbona e alla Royal School of Mines. Nello stesso periodo conseguì il diploma di saggiatore presso la Zecca Reale. Nel 1829, Clemson scrisse una lettera al medico Benjamin Silliman, sulla sua ricerca sul minerale di ferro.
Tornò a Filadelfia, tuttavia la sua data di rientro è tuttora sconosciuta.
Nel 1843, Thomas acquistò un appezzamento di terreno di 1.000 acri nel distretto di Edgefield nella Carolina del Sud. Chiamato "Canebrake" (per le vaste canne fitte e spesse lungo la riva del fiume), il terreno aveva un valore stimato di $ 24.000.

### Diplomatico
Conoscendo sia il francese che il tedesco, Clemson prestò servizio come incaricato d'affari degli Stati Uniti in Belgio dal 4 ottobre 1844 all'8 gennaio 1852. Ricevette l'incarico in gran parte grazie a suo suocero John C. Calhoun, allora Segretario di Stato sotto l'amministrazione Tyler. Il presidente Tyler aveva affidato il compito di occupare il posto a Calhoun, che nominò subito il genero Clemson. Clemson era più che qualificato per ricoprire questa posizione, infatti, grazie al tempo trascorso a studiare a Parigi, venne a contatto con la cultura europea, il loro modo di vivere e i loro problemi. La sua vasta conoscenza non solo dell'economia ma anche della politica e della europea, gli permise di collegare al meglio gli Stati Uniti al Belgio e ad altri paesi europei. Infatti, gli Stati Uniti e il Belgio firmarono un trattato durante il suo periodo come incaricato: il "Trattato di Commercio e Navigazione", che rimosse le restrizioni commerciali e tariffarie tra i due paesi per 10 anni, stimolando il commercio.
Durante il periodo da incaricato Clemson ricevette l'Ordine di Leopoldo dal re Leopoldo I del Belgio.
Mentre Clemson si trovava all'estero, il suo terreno non fu così redditizio, e questo lo spinse ad approfondire i suoi studi nel campo dell'agricoltura. Tradusse dal francese il lungo articolo "Estrazione dello zucchero dalla barbabietola", scritto da Louis Melsens, professore alla Royal Veterinary School di Cureghem.

### Ricerca agricola
Al suo ritorno dal Belgio, Clemson scelse di vivere nel Maryland, non troppo lontano da Washington, per avere accesso a servizi e risorse per le sue ricerche, studi ed esperimenti. Nel 1853 acquistò un terreno di 100 acri in quello che oggi è Mount Rainier nel Maryland, che chiamò "The Home". I suoi studi in chimica agricola portarono a scoperte pubblicate sul The American Farmer e altre riviste scientifiche. Durante questo periodo partecipò alle riunioni delle società agricole del Maryland e degli Stati Uniti. Tra gli altri progetti, studiò la malattia del bestiame nota come babesiosi, dimostrando che i bovini che si spostavano dal nord al sud contraevano la malattia, mentre i bovini che si spostavano dal sud al nord trasmettevano la malattia. Le sue scoperte e la sua distinzione come scienziato portarono al suo invito a parlare alla Smithsonian Institution di Washington nel 1858.
Dal 1860 al 1861, Clemson prestò servizio nell'amministrazione Buchanan come sovrintendente dell'agricoltura.

### Guerra civile americana
Quando la minaccia di una guerra civile divenne realtà, Clemson si dimise da questo incarico il 4 marzo 1861. Stava dalla parte del suo stato di adozione. Dopo l'incendio a Fort Sumter il 12 aprile 1861, Clemson lasciò il Maryland per la Carolina del Sud. A Pendleton il 2 novembre 1861, Clemson parlò alla Farmers Society e pubblicamente "sollecitò la creazione di un dipartimento dell'agricoltura nel governo degli Stati Confederati che, oltre a promuovere l'interesse generale dell'agricoltura, servisse anche come una sorta di università per la diffusione della conoscenza scientifica e il miglioramento dell’agricoltura”.
Clemson, cinquantaquattrenne, si arruolò nell'esercito degli Stati confederati e fu assegnato all'esercito del dipartimento del Trans-Mississippi. Lavorò in Arkansas e Texas sviluppando miniere di nitrati per esplosivi. Fu rilasciato il 9 giugno 1865 a Shreveport, Louisiana, dopo quattro anni di servizio. Anche suo figlio, il capitano John Calhoun Clemson, si arruolò nell'esercito degli Stati confederati e trascorse due anni in un campo di prigionia dell'Unione sull'isola di Johnson, nel lago Erie, nell'Ohio. Era primo tenente dell'esercito confederato.

## Il matrimonio e la famiglia
Il 13 novembre 1838, all'età di 31 anni, Clemson sposò Anna Maria Calhoun, figlia di John C. Calhoun, il noto senatore della Carolina del Sud e settimo vicepresidente degli Stati Uniti e Floride Calhoun. Dopo la morte di Calhoun, Floride Calhoun, Anna Calhoun Clemson e altri due figli di Calhoun ereditarono la piantagione di Fort Hill vicino a Pendleton, nella Carolina del Sud. Fu venduta per 49.000 dollari (circa 1.26 milioni nel 2022) al figlio maggiore di Calhoun, Andrew Pickens Calhoun, nel 1854. Dopo la guerra e la morte di Andrew nel 1865, Floride Calhoun pignorò i suoi eredi e morì nel 1866.
Dopo lunghe procedure legali, Fort Hill fu messo all'asta nel 1872. L'esecutore testamentario del suo patrimonio vinse l'asta, che fu divisa tra i suoi eredi sopravvissuti. Sua figlia, Anna Clemson, ricevette la residenza con circa 814 acri (329,6 ettari) e la sua pronipote, Floride Isabella Lee, ricevette circa 288 acri (116,6 ettari). Thomas Green e Anna Clemson si trasferirono a Fort Hill nel 1872. Dopo la morte di Anna nel 1875, Thomas Green Clemson ereditò Fort Hill e vi visse fino alla sua morte. Morì il 6 aprile 1888 ed è sepolto nel cimitero episcopale di St. Paul a Pendleton, nella Carolina del Sud.
Thomas Green Clemson e sua moglie Anna Calhoun Clemson ebbero quattro figli. Il primo, di cui non si conosce il nome, morì neonato nel 1839. Nel 1841 nacque John Calhoun Clemson. Poco dopo, nel 1842, Anna Clemson diede alla luce sua figlia Floride Elizabeth Clemson. All'età di 15 anni, John venne curato per una patologia della colonna vertebrale a Northampton, nel Massachusetts. Un'altra bambina, Cornelia "Nina" Clemson, nacque nell'ottobre 1855 ma morì nel 1858 di scarlattina. Il 23 luglio 1871 morì la figlia Floride. L'unico figlio di Clemson, John, morì tre settimane dopo, il 10 agosto 1871.

## Fondazione della Clemson University

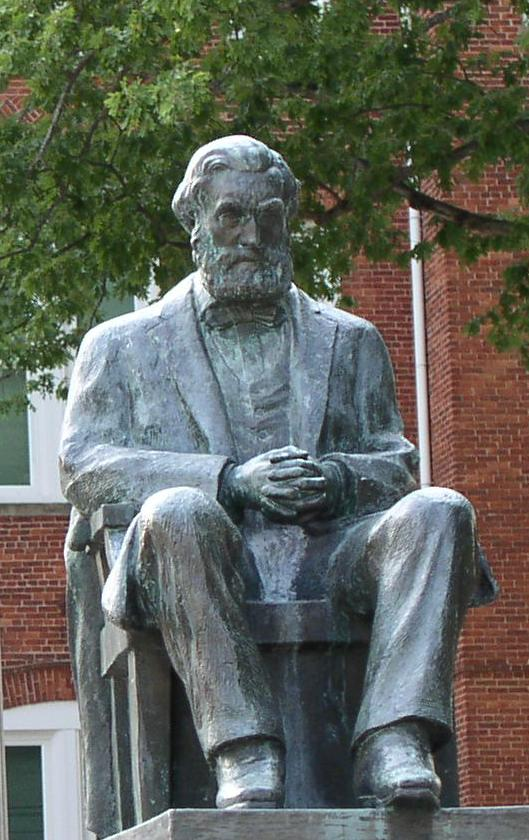
La statua di Clemson alla Tillman Hall

Clemson redasse un testamento finale a metà degli anni ottanta dell'Ottocento. Il testamento richiedeva la creazione di un istituto di concessione terriera chiamato The Clemson Agricultural College of South Carolina sulla proprietà della tenuta di Fort Hill. Credeva che l'istruzione, in particolare quella scientifica, portasse alla prosperità economica. Voleva avviare una scuola di agraria perché sentiva che i funzionari governativi non apprezzavano l'importanza dell'istruzione agricola.
Sebbene inizialmente il college fosse di fatto frequentato da soli maschi bianchi, Clemson non vietò esplicitamente alle donne o agli afroamericani di frequentarlo, a differenza dei fondatori di Vanderbilt, Tulane, Rice e altre università del sud. Infatti Clemson credeva che la Carolina del Sud avesse bisogno di "un'istituzione che le mani dei vandali non potessero inquinare", cioè un'università che non permettesse sia ai neri che ai bianchi di frequentarla.
Il collegio militare, fondato nel 1889, aprì i battenti nel 1893 a 446 cadetti. Il Clemson Agricultural College è stato ribattezzato Clemson University nel 1964. Una statua di Thomas Green Clemson e la casa di Fort Hill si trovano nel campus. La città di Calhoun che confinava con il campus fu ribattezzata Clemson nel 1943.